# 白いブランコでおやすみ
「白いブランコでおやすみ」（しろいブランコでおやすみ）は、高田純次 & 近藤房之助のシングル。1992年2月21日に、BMGビクター / D.O.G.HOUSEから発売された。

## 背景
カップリング「夕焼けのParty」は、ニッポン放送『高田純次の男・夕焼けまわり道』のテーマソングに起用された。

## 制作
「BOMBER GIRL」発売1か月後にリリースした近藤房之助のコラボレート企画第2弾は、タレントの高田純次と共に歌い、女優の益戸育江（現・高樹沙耶）が作詞を担当した。

## 収録曲
1. 白いブランコでおやすみ
作詞：益戸育江、作曲：吉江一男、編曲：寺尾広
2. 夕焼けのParty
作詞：三浦徳子、作曲：清岡千穂、編曲：池田大介
3. 白いブランコでおやすみ (inst.)
4. 夕焼けのParty (inst.)

## レコーディング参加
- 寺尾広 - シンセサイザー
- 増崎孝司（DIMENSION） - ギター
- 牧穂エミ - コーラス
- 古川真一 - コーラス